# Балка Успенівська
Балка Успенівська — один з об'єктів природно-заповідного фонду Запорізької області, ландшафтний заказник місцевого значення.

## Розташування
Заказник розташований в Пологівському районі, Запорізької області на території Пологівської територіальної громади, за 3,5 км на північний схід від села Роботине.

## Історія
Ландшафтний заказник місцевого значення «Балка Успенівська» був оголошений рішенням Запорізької обласної ради шостого скликання № 30 від 28 березня 2013 року.

## Мета
Мета створення заказника — збереження ландшафтного та біологічного різноманіття, підтримання екологічного балансу, раціональне використання природних і рекреаційних ресурсів Запорізької області.

## Значення
Ландшафтний заказник місцевого значення «Балка Успенівська» має особливе природоохоронне, естетичне і пізнавальне значення.

## Загальна характеристика
Загальна площа ландшафтного заказника місцевого значення «Балка Успенівська» становить 62,9 га.

## Флора
На території заказника збереглися фітоценози різнотравно-типчаково-ковилових степів. Тут переважає лугова та степова рослинність: стоколос, тимофіївка лучна, осока гостра, тонконіг лучний, шавлія кільчаста, чебрець Маршаллів, астрагал, брандушка різнокольорова.

## Фауна
На території заказника мешкають представники тваринного світу, занесені до Червоної книги України — щеврик польовий, канюк звичайний, гадюка степова.